# Jörg Siekmann
Jörg H. Siekmann (* 5. August 1941 in Heidelberg) ist ein deutscher Informatiker und Professor für Künstliche Intelligenz.
Jörg H. Siekmann studierte Mathematik und Physik an der Universität Göttingen. Von 1983 bis 1990 war er Professor an der Universität Kaiserslautern. Seit 1991 ist er Professor an der Universität des Saarlandes in Saarbrücken und einer der wissenschaftlichen Direktoren des Deutschen Forschungszentrums für Künstliche Intelligenz (DFKI).
Jörg Siekmann war einer der Initiatoren der Künstliche-Intelligenz-Forschung in Deutschland.
Er beteiligte sich maßgeblich am Aufbau des Fachgebiets Künstliche Intelligenz und des Fachbereichs KI innerhalb der Gesellschaft für Informatik, der heute zu den größten nationalen Organisationen der KI gehört und war der erste Sprecher dieses Fachbereichs.
Zu seinen Forschungsschwerpunkten gehören Automatisches Beweisen, Multiagentensysteme und E-Learning.

## Einige Publikationen
- Jörg H. Siekmann: Universal Unification. In: Proc. 7th Int. Conf. on Automated Deduction (= LNCS. Band 170). Springer, 1984, S. 1–42.
- Jörg H. Siekmann: Universal Unification. Univ. Kaiserslautern 1985.
- R.V. Book und J.H. Siekmann: On Unification: Equational Theories Are Not Bounded. In: Journal of Symbolic Computation. Band 2, 1986, S. 317–324.
- A. Herold und J.H. Siekmann: Unification in Abelian Semigroups. In: Journal of Automated Reasoning. Band 3, 1987, S. 247–283.
- Jörg H. Siekmann: Unification Theory. In: Journal of Symbolic Computation. Band 7, 1989, S. 207–274.
- Hans Jürgen Ohlbach und Jörg H. Siekmann: The Markgraf Karl Refutation Procedure. In: Jean-Louis Lassez und Gordon Plotkin (Hrsg.): Computational Logic — Essays in Honor of Alan Robinson. MIT Press, Cambridge/MA 1991, ISBN 0-262-12156-5, S. 41–112.
- Manfred Schmidt-Schauß und Jörg H.Siekmann: Unification Algebras: An Axiomatic Approach to Unification, Equation Solving and Constraint Solving. 2005.
- Michael Hoche und Jörg Siekmann und Peter Szabó: String Unification is Essentially Infinitary. RR-08-01, Juli 2008 (DFKI Research Report).
- Claus-Peter Wirth und Jörg Siekmann und Christoph Benzmüller und Serge Autexier: Lectures on Jacques Herbrand as a Logician. SR-2009-01, 2009 (online [PDF] DFKI SEKI Report).